# Съюз на македонските младежки организации
Съюзът на македонските младежки организации (СММО) е главна организация на младежите бежанци от областта Македония, установили се в България. Организацията е в близки отношения с Вътрешната македонска революционна организация, както и с Македонското студентско дружество „Вардар“ (МСД „Вардар“), Съюза на македонските студентски дружества в чужбина, Председателството на българското национално малцинство в Женева и други. Печатни органи на съюза са вестник „Устрем“ и списание „Родина“. Организацията се издържа главно с членски вносове, наеми и други собствени приходи, но и с помощта на Македонската кооперативна банка. Дейността им е забранена след Деветнадесетомайския преврат от 1934 година.

## История

### Предистория
След Междусъюзническата война, и особено след края на Първата световна война, българското население в Македония организирано се прогонва от установилите се там гръцка и сръбска власт. В България бежанците се организират около културно-просветни организаци, чиито основни цели са да запазят сплотени македонците в изгнание. ВМРО подпомага създаването и направлява дейността на подобните организации.
През 1914 година във Варна се създава първото ученическо взаимопомагателно дружество, а през 1922 година дружества от различни места се обединяват в Македонски младежки сговор. През май 1923 година се взима решение на мястото на Младежкия сговор да се създаде Македонски младежки културно-просветен съюз.

### Създаване
Официално Съюзът е учреден на 24 май 1923 година във Варна от представители на 11 младежки македонски организации в страната. По същото време в Пловдив е създаден Младежки съюз на бежанци от Южна България. Дружествата, групирани около Пловдивската организация, се присъединяват към СММО през октомври същата година на извънреден обединителен конгрес в Русе. Избрано е и централно управително тяло в състав Димитър Томалевски, Страхил Развигоров, Иван Трифонов, Константин Силяновски, Страхил Топуков, Сотир Нанев и Пано Попантов. В края на 1923 година съюзът обединява 22 организации с около 3000 членове.

### Цели
Според член 2 на Устава на Съюза на македонските младежки културно-просветни организации в България негова цел е „да постигне идейно единство в македонската младеж чрез обединение на културно-просветната дейност“. Сред задачите на СММО са да възпитава бежанската младеж в дух на родолюбие и преданост към освободителния идеал, да я предпази от влиянието на сръбската и гръцката пропаганда, както и от партийно-политическите борби в България.

### Дейност
Първоначално СММО е ръководен от Централно управително тяло, а от 1924 година – от Секретариат. Създават се областни, околийски и районни (селски) ръководства. През 1927 година от 151 организации на Съюза, 106 са селски.
През 1923 година започва издаването и на печатния орган на съюза, вестник „Устрем“ с редактор Кръстьо Велянов и съюзни агитатори Никола Коларов и Васил Василев. От ноември 1926 до 1934 година излиза и списание „Родина“ с редактори Любен Крапчев и Димитър Михайлов.
На седмия конгрес на организацията от 1931 година е избран Секретариат в състав: Димитър Михайлов, Христо Тасев, Димитър Яренов, Борис Димитров и Благой Денков, контролна комисия в състав: Георги П. Гьорчев, Толе Серафимов и Тодор Ангелов, а за организатори Георги Николов и Миле Симеонов.

Съюзът организира 180 вечерни училища, 47 училища за неграмотни възрастни, 32 оркестъра, 30 певчески хора, 65 театрални групи, спортни отбори. През 1931-1932 година са построени почивни станции във Варна и Пирин. Създават се и парични фондове за подкрепа на нуждаещи се, най-вече на сираци. Към някои организации функционират футболни, скаутски и ученически секции. Стоян Бояджиев, член на Македонската младежка организация „П. К. Яворов“ в София, описва част от дейността на организацията пи следния начин: 
| „ | Всяка събота се уреждаха вечеринки, на които се четяха реферати на различни македонски теми, държаха се научни беседи, изпълняваха се литературно-музикални програми. При организацията имаше любителски хор ... Уреждаха се и курсове по чужди езици - френски и немски, а по-късно и по радиотехника... Лягахме и ставахме с мисълта за Македония и как да бъдем полезни и понеже по-възрастните другари и организаторите от Съюза искаха от нас да сме просветени, начетени и културни дейци, за да бъдем полезни в утрешния ден, то членовете на ученическите секции към „П. К. Яворов“ бяха едни от най-дейните и силни ученици в самите гимназии... | “ |

В началото на 1934 година Съюзът достига числен състав от 25 000 членове, обединени в 250 организации.
В началото на 1936 година нелегални организации като Македонския ученически съюз правят опити да възстановят дейността на ММС.